# Унитарный делитель
Число d — унитарный делитель числа n, если d — делитель числа n и {\displaystyle \gcd(d,{\frac {n}{d}})=1}.
Число 20 — унитарный делитель числа 60, потому что {\displaystyle \gcd(20,{\frac {60}{20}})=\gcd(20,3)=1}.
Число 10 не унитарный делитель числа 60, потому что {\displaystyle \gcd(10,{\frac {60}{10}})=\gcd(10,6)=2\neq 1}.
последовательность A034444 в OEIS — число унитарных делителей.
последовательность A034448 в OEIS — сумма унитарных делителей.